# Polygonum spergulariiforme
Polygonum spergulariiforme är en slideväxtart som beskrevs av Meissn. och John Kunkel Small. Polygonum spergulariiforme ingår i släktet trampörter, och familjen slideväxter. Inga underarter finns listade i Catalogue of Life.